# Hajime Eto
Hajime Eto (衛藤 元 Eto Hajime?, nacido el 21 de abril de 1973 en Kioto) es un exfutbolista japonés y entrenador.

## Clubes

### Como entrenador
| Club               | País  | Año         |
| ------------------ | ----- | ----------- |
| Shiga FC           | Japón | 2006 - 2008 |
| AC Nagano Parceiro | Japón | 2015        |